# Frederick Brown (Maler)

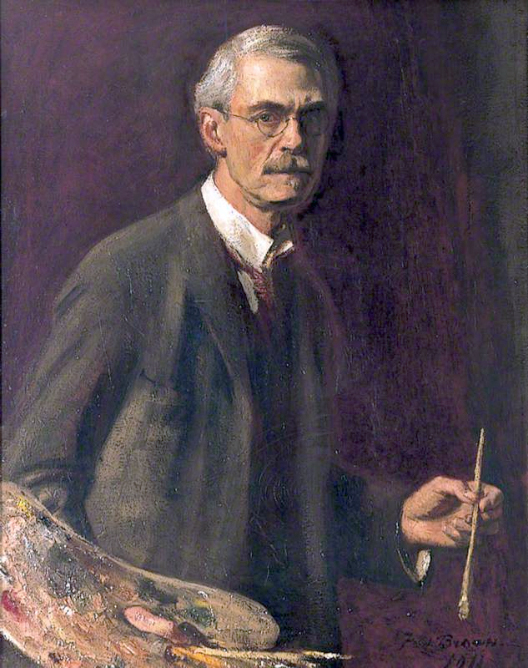
Frederick Brown, Selbstporträt, 1911

Frederick Brown (* 14. März 1851 in Chelmsford, Essex; † 8. Januar 1941 in Richmond, Surrey) war ein britischer Maler und Kunstpädagoge. Er gilt als bedeutender Reformer der britischen Kunstlehre im späten 19. und frühen 20. Jahrhundert und war Mitbegründer des New English Art Club.

## Leben
Frederick Brown wurde als Sohn des Malers William Brown geboren, der sich auf die Bemalung von Kutschen spezialisiert hatte. Er besuchte die King Edward VI Grammar School und studierte von 1868 bis 1877 an der National Art Training School in South Kensington, dem späteren Royal College of Art. Im Winter 1883/84 setzte er seine Ausbildung an der Académie Julian in Paris fort, wo er bei Tony Robert-Fleury und William Bouguereau studierte. Dort lernte er auch das Werk von Jules Bastien-Lepage kennen, das ihn nachhaltig beeinflusste. 1877 wurde Frederick Brown Direktor der Westminster School of Art, die er bis 1892 leitete. Während seiner Amtszeit machte er die Schule zu einer der fortschrittlichsten Kunstinstitutionen Londons. Zu seinen Schülern gehörten Aubrey Beardsley, Henry Tonks, Frederick Pegram und Francis Job Short.

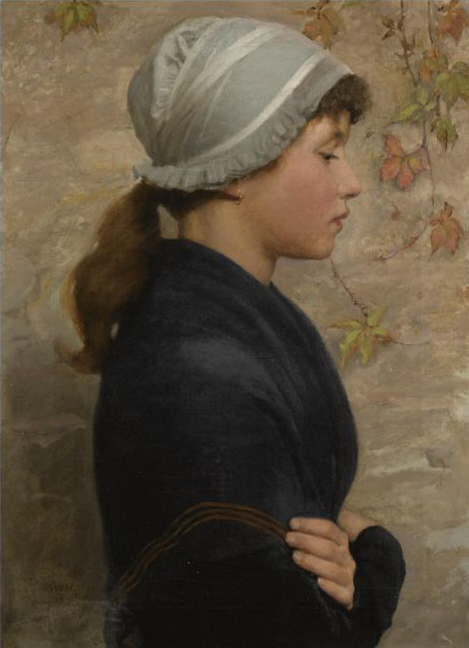
Frederick Brown: Little Miss Prim, 1886

Frederick Brown war Mitbegründer des New English Art Club (NEAC) im Jahr 1886 und verfasste dessen Satzung. Der NEAC wurde als Gegenbewegung zur konservativen Royal Academy gegründet und bot Künstlern eine Plattform, deren Werke dort wenig Beachtung fanden. Brown war in allen Gremien des Clubs aktiv und ermutigte seine Schüler, dort auszustellen. 1893 übernahm Frederick Brown die Professur für Bildende Kunst an der Slade School of Fine Art des University College London, die er bis 1918 innehatte. In dieser Zeit unterrichtete er Künstler wie Augustus John, William Orpen, Alfred Garth Jones, Emily Beatrice Bland, Ethel Carrick, Wyndham Lewis, Eileen Gray und Henry Charles Brewer. Frederick Brown war auch als Sammler tätig und veröffentlichte 1930 seine Recollections in der Zeitschrift Artwork. 

## Werk

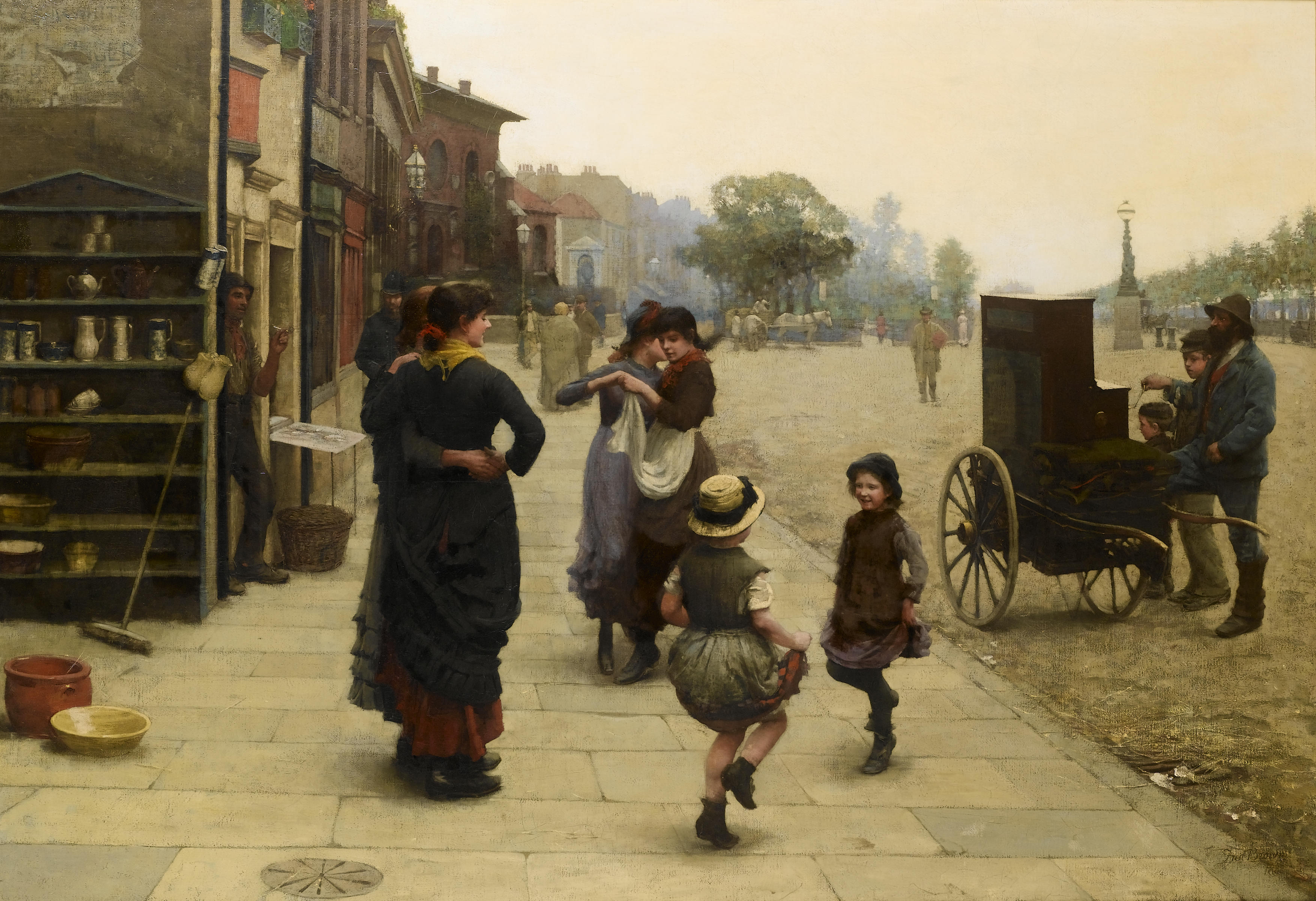
Frederick Brown: An impromptu dance – a scene on the Chelsea Embankment, 1883

Frederick Browns Malerei wurde von Jules Bastien-Lepage beeinflusst, insbesondere in der Darstellung des ländlichen Lebens. In seinen Porträts zeigen sich Einflüsse von James McNeill Whistler. Zu seinen bekannten Werken zählen Peasant Fare (1883), Hard Times (1886), Self-Portrait (1932) und The Ivy Arch (um 1933–1937). Zwei seiner Gemälde wurden für den Chantrey Bequest erworben: Portrait of the Painter (1933) und The Ivy Arch (1940).